# Пирин (гори)
Пири́н (болг. Пирин) — гірська система в Болгарії, є частиною Ріло-Родопського гірського масиву. Найвища гора Вихрен (2914 м). Стара римська назва масиву — Орбелус, тобто «білосніжний». Традиційно вважається, що сучасна назва походить від слов'янського бога Перун (Перин), повелителя блискавок та грому. Проте наукові дослідження вказують, що назви «Пирин» й «Перун» збігаються випадково, а слово «Пирин» походить від фракійського «перінтос», що означає «скеля».

## Розташування, склад й границі
Пирин є другим за висотою гірським пасмом в Болгарії після Рили (2925 м), а серед європейських гір займає шосте місце. Пирин є порівняно невеликою гірською системою із площею 2585 км². Середня висота — 1033 метри. Пірин розташований у південнозахідній частині країни між долинами річок Струма и Места, між 41,2 і 41,9 градусами північної широти. На півночі границя з масивом Рила проходить по сідловині Предел (1142 м), а на півдні — по Парильській сідловині (1170 м), яка відділяє Пирин від гірського району Славянка. Відстань між цими двома точками з північного заходу на південний схід становить 60 км. На схід розташовані гори Родопи, а на захід — гори Влахината, Малешевські й Огражданські гори.
З чисто наукової (географічної й геологічної) точки зору Пирин розділений на три частини — північний, середній та південний, неоднакові як за своєю висотою, так і різні за атракційною вагою.
- Північний Пирин найвища і найбільша частина гір. Займає 74 % площі усієї гірської системи, і тягнеться на 42 км, від сідловини Предел на півночі до Тодорової галявини на півдні. Також найбільш відвідувана, через свій суто альпійський характер, велику кількість озер, а також розвинену мережу притулків. Тут розташована і найвища вершина Пирину — Вихрен.

- Середній Пирин найменша за площею (7 %) і найкоротша за протяжністю (7 км) частина, простягається від Тодорової галявини до Попових ливад. Найвища вершина — Ореляк (2099 м). На ній встановлено телевізійну вежу.

- Південний Пирин найнижча частина, займає 19 % площі і тягнеться на 19 км. Найвища точка — Свещник (1975 м). Відвідується слабко, бо немає туристських притулків. Щільно вкритий широколистяними і хвойними лісами.

## Геологія та рельєф

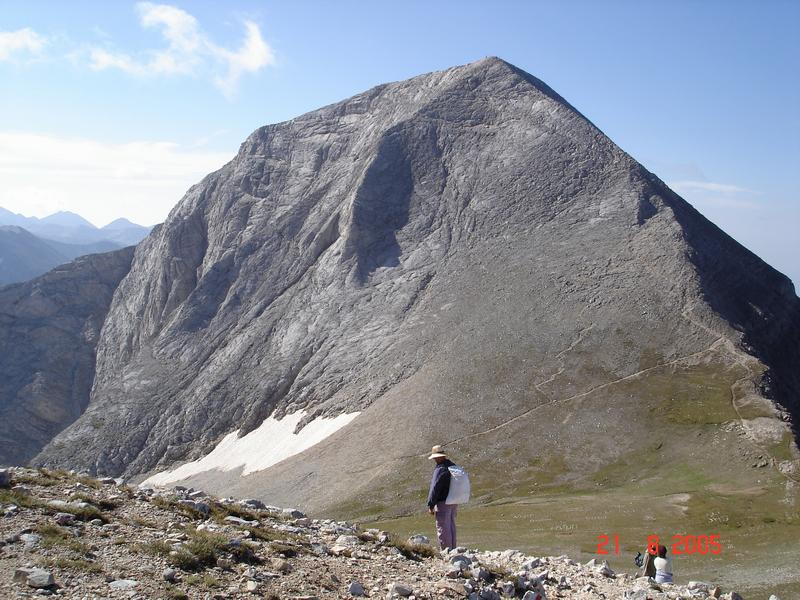
Найвища гора Пірину — Віхрен (вид з півночі, з сідловини Премката)

За геологічною структурою Пирин складається з гранітного ядра (загальною поверхнею 62 %) вкритого древніми метаморфічними породами. Сформувався в третинний період, чергуючи часи росту із відносно спокійними періодами. Зледеніння відбувалося на початку четвертинного періоду. Вважається, що було навіть два періоди зледеніння, під час яких нижня лінія льоду досягала 2200—2300 м. Ці зледеніння призвели до часткового руйнування гранітних піків і поступово сформували альпійські хребти, моренні поля та вертикальні стіни, що обриваються униз. Під час цього періоду гранітні піки зменшилися і поступилися теперішнім найвищим мармуровим пікам, завдяки особливостям льодової ерозії мармуру. В ложах льодовиків залишилися численні гірські озера.